# Wilkowice (powiat Bielski)
Wilkowice is een dorp in de Poolse woiwodschap Silezië. De plaats maakt deel uit van de gemeente Wilkowice en telt 8000 inwoners.

## Verkeer en vervoer
- Station Wilkowice Bystra